# Jurijus Veklenko
Jurijus Veklenko művésznevén Jurijus (Klaipėda, 1990. július 6. –) litván énekes. 

## Élete
A Klaipėdai Egyetemen diplomát szerzett szabadidős és turisztikai szakon. Vilniusban él. Itt először egy call centerban dolgozott, informatikai szakember lett. Zene az ő hobbija.
2012-ben, 2014-ben és 2019-ben az Eurovizijos 2019 résztvevője volt. 2019-ben megnyert.
Jurijus képviselte Litvániát a 2019-es Eurovíziós Dalfesztiválon, Tel-Avivban, a Run with the Lions című dallal.

## Fordítás
- Ez a szócikk részben vagy egészben  a   Jurijus Veklenko című német Wikipédia-szócikk fordításán alapul.  Az eredeti cikk szerkesztőit annak laptörténete sorolja fel. Ez a jelzés csupán a megfogalmazás eredetét és a szerzői jogokat jelzi, nem szolgál a cikkben szereplő információk forrásmegjelöléseként.